# Meister von Agatharied
Als Meister von Agatharied wird der gotische Maler bezeichnet, der 1495 die heute noch in der Kirche von Agatharied in Oberbayern erhaltenen Tafelgemälde mit Darstellungen der Heiligen Agatha geschaffen hat. Die acht Bildtafeln, welche die Leidensgeschichte der Martyrerin zeigen, gelten als kunstvolles Werk eines bedeutenden Vertreters der regionalen Kunst seiner Zeit. Sie waren wohl Teil eines Flügelaltars.
Die Inneneinrichtung der Pfarrkirche von Agatharied wurde Anfang des 17. Jahrhunderts im Barockstil geändert. Dafür wurden frühbarocke Altäre geschaffen, in die man Teile des spätgotischen Flügelaltars des Meisters von Agatharied integrierte. Das barocke Hochaltarretabel enthält heute zwei gotische Figuren, die von kräftigen Säulen sowie den nun nicht mehr beweglichen Tafelgemälden des Meisters flankiert sind.